# Localhost
In informatica il termine localhost è il nome associato all'indirizzo dell'interfaccia di loopback.

## Descrizione
Nelle  reti TCP/IP l'indirizzo IP di localhost è 127.0.0.1 in IPv4, o ::1 in IPv6, che può essere usato dalle applicazioni per comunicare con lo stesso sistema su cui sono in esecuzione.
Essere in grado di comunicare con la propria macchina locale come se fosse una macchina remota è utile a scopo di test, nonché per contattare servizi che si trovano sulla propria macchina, ma che il client si aspetta siano remoti. Il localhost è anche importante per bloccare dei siti web, quando si risale all'indirizzo IP dal file hosts. Qui è possibile inserire i domini che si desidera bloccare.
L'RFC "Special-Use IPv4 Addresses" (RFC 3330) descrive  (quindi 127.0.0.0 con maschera di sottorete 255.0.0.0) come un insieme di indirizzi IPv4 riservati al loopback.
Nei sistemi Windows, a partire da Windows Vista, localhost non è associato direttamente a 127.0.0.1. Ciò può dare problemi di compatibilità con ad esempio connessioni interne a database stile mysql se negli script si era usato localhost. Per ovviare a ciò sostituire 127.0.0.1 a localhost se si è capaci di maneggiare gli scripts oppure modificare nella directory di windows il file System32/drivers/etc/hosts rimuovendo "::1             localhost" se presente e mettendo "127.0.0.1       localhost"
Sui sistemi GNU/Linux, Linux, BSD e FreeBSD invece non sono note problematiche associate all'assegnazione di localhost con l'IP 127.0.0.1

## Leggende metropolitane
Una leggenda metropolitana riguardante 127.0.0.1 circola frequentemente nei forum tecnici del web e del computer. La leggenda, probabilmente a fini didattici, vuole che un fantomatico personaggio riferito frequentemente al "peggiore Hacker del mondo" abbia assaltato il suo stesso PC utilizzando come indirizzo IP proprio 127.0.0.1, ignaro che fosse riferito alla propria macchina. Si racconta che l'hacker usasse come userID "bitchchecker".

## Utilizzo nel gergo di internet
Talvolta l'indirizzo 127.0.0.1 viene utilizzato come metafora per indicare il concetto di "casa", ad esempio "there is no place like 127.0.0.1".